# 奧諾雷三世
奧諾雷三世（法語：Honoré III，1720年11月10日—1795年3月21日），摩納哥親王，1733年至1793年在位。

## 家庭
1751年，奧諾雷與瑪麗亞·卡特琳娜·布里諾雷結婚，兩人共有兩個兒子：
1. 奧諾雷（1758年—1819年）
2. 約瑟夫（英语：Prince Joseph of Monaco）（1763年—1816年）